# Красняк борнейський
Красняк борнейський (Prionochilus xanthopygius) — вид горобцеподібних птахів родини квіткоїдових (Dicaeidae).

## Поширення
Ендемік Калімантану. Його природні місця проживання — це субтропічні або тропічні вологі низовинні ліси та субтропічні або тропічні вологі гірські ліси.

## Спосіб життя
Харчується квітами, нектаром, пилком, м’якоттю стиглих плодів, бруньками, комахами та павуками.